# Roderic O'Gorman
Roderic O'Gorman, né le 12 décembre 1982 à Mulhuddart, est un homme politique irlandais, membre du Parti vert dont il est le chef depuis 2024. 
De 2020 à 2025, il est ministre de l'Enfance, de l'Égalité, du Handicap, de l'Intégration et de la Jeunesse.

## Biographie
Il est président du Parti Vert de 2011 à 2019, et député pour la circonscription de Dublin West depuis 2020.